# Caruy
Caruy is een bestuurslaag in het regentschap Cilacap van de provincie Midden-Java, Indonesië. Caruy telt 4812 inwoners (volkstelling 2010).